# Sojus TM-11
Sojus TM-11 ist die Missionsbezeichnung für den Flug eines sowjetischen Sojus-Raumschiffs zur sowjetischen Raumstation Mir. Es war der elfte Besuch eines Sojus-Raumschiffs bei der Raumstation Mir und der 87. Flug im sowjetischen Sojusprogramm. Der Fernsehjournalist Toyohiro Akiyama flog auf diesem Flug als Teil der Besatzung zur Mir und wurde so der erste Japaner im All. Sein Arbeitgeber, der Privatsender Tokio Broadcasting System (TBS) bezahlte für den Flug und wurde so zum ersten Kunden eines kommerziellen bemannten Raumflugs. Die Kommerzialisierung der Mission ist im Missionsemblem sichtbar, das das Logo des Senders trägt. Außerdem trugen die Trägerrakete, Startrampe und Kleidung der Kosmonauten die Logos diverser Sponsoren.

## Besatzung

### Startbesatzung
- Wiktor Michailowitsch Afanassjew (1. Raumflug), Kommandant
- Mussa Chiramanowitsch Manarow (2. Raumflug), Bordingenieur
- Toyohiro Akiyama (1. Raumflug), Reporter  ( Japan)

### Ersatzmannschaft
- Anatolyj Arzebarskyj, Kommandant
- Sergei Konstantinowitsch Krikaljow, Bordingenieur
- Ryoko Kikuchi, Reporter ( Japan)

### Rückkehrmannschaft
- Wiktor Michailowitsch Afanassjew (1. Raumflug), Kommandant
- Mussa Chiramanowitsch Manarow (2. Raumflug), Bordingenieur
- Helen Patricia Sharman (1. Raumflug), Wissenschaftskosmonautin ( Vereinigtes Königreich)

## Missionsüberblick
Toyohiro Akiyama war der erste Zivilist, der gegen Bezahlung in den Weltraum flog. Akiyamas Arbeitgeber, der Sender Tokio Broadcasting System (TBS), zahlte für den Flug 28 Millionen US-Dollar. Die Startverkleidung und die Sojus-Booster waren mit der japanischen Flagge und mit Werbung bemalt. Eine Kamera im Abstiegsmodul filmte die Kosmonauten bei der Ankunft für den japanischen Sender.
Die Sowjetunion nannte es den ersten kommerziellen Raumflug und gab bekannt, dass sie damit 14 Millionen US-Dollar verdiente. Der Journalist musste täglich eine zehnminütige TV-Übertragung und 20 Minuten Radioberichte senden. Inkompatibilitäten der elektrischen Systeme und der Videogeräte zwangen ihn zum Gebrauch vieler Konverter. Seine Ausrüstung wog ca. 170 Kilogramm und war mit einem Progress-Transportraumschiff von Manakow und Strelakow im Voraus mitgebracht worden. Am 5. Dezember wurde Akiyama in das Sojus-TM-10-Raumschiff umquartiert. Am 8. Dezember begannen Manakow und Strekalow das Abstiegsmodul mit Filmen und Versuchsergebnissen zu beladen. TBS filmte Akiyamas Landung live aus Kasachstan.
Vor der achten Stammbesatzung lag ein umfangreiches Umbauprogramm an der russischen Raumstation. Nicht nur, dass im Inneren elektrische Leitungen verlegt wurden, damit in jedem Modul die gesamte elektrische Leistung der Solarzellenflächen genutzt werden kann, auch Außenbordarbeiten waren notwendig. Zunächst gelang am 7. Januar die Reparatur der Ausstiegsluke am Modul Kwant (5:18 h). Danach wurden eine Gitterstruktur zur Befestigung von Solarzellenpaneelen (23. Januar, 5:04 h) und ein Kran zum Umsetzen von Solarzellenträgern (26. Januar, 6:20 h) montiert. Am 25. April wurde außerdem eine Antenne des automatischen Annäherungssystems Kurs neu justiert (3:30 h). Die wissenschaftlichen Arbeiten an Bord betrafen die Bereiche Erderkundung, Biologie, Medizin und Materialforschung. Nachschub gelangte mit den Transportraumschiffen Progress M-6 und M-7 in die Station.
Das Sojus-Raumschiff blieb 175 Tage an der Mir-Station angedockt.

## Erster Raumflug eines Japaners
Ursprünglich war geplant, dass ein japanischer Astronaut bereits Mitte der 1980er Jahre an Bord des Space Shuttles ins All fliegen sollte. Die japanische Weltraumagentur NASDA arbeitete dafür mit ihrem amerikanischen Gegenstück NASA zusammen. Nach dem tödlichen Challenger-Unglück wurden zunächst alle weiteren Flüge des Space Shuttles eingestellt, um die Unfallursache zu ermitteln, dadurch wurde auch der Flug des ersten offiziellen japanischen Astronauten verzögert. Dadurch wurde der Zivilist Toyohiro Akiyama der erste Japaner im Weltraum. Der Umstand, dass es einem privaten Fernsehsender gelang, vor dem nationalen Raumprogramm einen Menschen in den Weltraum zu befördern, sorgte damals für Unmut von offizieller Seite. Der erste Flug eines NASDA-Astronauten fand schließlich im Rahmen Space-Shuttle-Mission STS-47 statt, an der Mamoru Mōri als Nutzlastspezialist teilnahm. Akiyamas Training für Sojus TM-11 in Baikonur wurde im japanischen Fernsehen übertragen.

## Kommerzialisierung der bemannten Raumfahrt
Der Flug von Akiyama stellte ein Novum dar, der die Kommerzialisierung der bemannten Raumfahrt einleitete. Der Flug sollte anlässlich des 40. Jubiläums des Senders TBS stattfinden und die Einschaltquoten nach oben treiben. Diesbezüglich trafen sich im Jahr 1987 Manager des Senders mit russischen Beamten von Glavkosmos, einer Art Vermarktungsabteilung des sowjetischen Raumfahrtprogramms. Am 27. März 1989 unterzeichneten die Partner einen Vertrag, der vereinbarte, einen Mitarbeiter des Senders für eine acht-tägige Mission zur Raumstation Mir zu bringen. Ein zeitgenössischer Artikel in der New York Times zitiert Akiyama, die sowjetische Raumfahrtbehörde brauche Geld, um wettbewerbsfähig zu bleiben. Anlässlich eines Interviews im Jahre 2013 mit dem Reporter Tomoko Otake brachte Akiyama seinen Flug mit der Abrüstung der Sowjetunion gegen Ende des Kalten Krieges in Verbindung. So habe es sich um einen Versuch der US-Amerikaner gehandelt, durch eine Stärkung der zivilen Raumfahrt zu verhindern, dass arbeitslose sowjetische Raketen-Ingenieure und Konstrukteure ins Ausland abwanderten und so das Wissen um die Technologie verbreiteten. Er sah darin den Grund für die Zusammenarbeit westlicher Staaten, darunter Österreich, Deutschland und Frankreich mit der Sowjetunion in den späten 1980er Jahren. Er wies auch auf das von privater Seite finanzierte Project Juno hin, das auf der Folgemission Sojus TM-12 eine britische Astronautin zur Mir brachte. Diese Entwicklung stoppte laut Akiyama mit der Unterzeichnung der US-amerikanisch-russischen Vereinbarung zur Zusammenarbeit im Weltraum im Juni 1992, die eine direkte Finanzierung von amerikanischer Seite ermöglichte.